# Josef Jakub Kučera
Josef Jakub Kučera (16. února 1846 Víchovská Lhota – 8. dubna 1905 Opatovice u Čáslavi) byl český evangelický duchovní a autor náboženských textů i beletrie.
V letech 1872–1905 působil jako farář v Opatovicích u Čáslavi. V letech 1903–1905 zastával úřad superintendenta evangelické církve augsburského vyznání ve východních Čechách. S profesorem G. A. Skalským založil roku 1892 vzdělavatelný a nakladatelský spolek Evangelická Matice augšpurského vyznání v Rakousku.